# Joseph Boniface de La Môle
Joseph Boniface, seigneur de La Môle (1526 – 30 avril 1574) est, sous le règne du roi Charles IX, un favori du prince François d'Alençon.

## Biographie
Il fut impliqué en 1574 dans la conjuration des Malcontents destinée à écarter du pouvoir les conseillers italiens de Catherine de Médicis et à favoriser le prince François, duc d'Alençon et d'Anjou à la succession de son frère Charles IX, gravement malade au château de Vincennes, au détriment de son autre frère Henri d'Anjou. Accusé d'avoir attenté à la vie du roi en détenant une figurine de cire piquée d'aiguilles, fournie par l'astrologue Côme Ruggieri, il fut soumis à la question, condamné à mort et exécuté en place Saint-Jean de Grève à Paris avec son coaccusé Annibal de Coconas, malgré la demande de leur grâce par le duc d'Alençon et Marguerite de Navarre auprès de Charles IX, qui mourut peu après.
Il était le fils de Jacques Boniface, seigneur de la Môle et de Colobrières et originaire de la ville de Marseille, et de Marguerite de Pontevès. D'après certaines rumeurs, il aurait été l'amant de la reine Marguerite et aussi du prince François.
Le pamphlet protestant Le Divorce satyrique (1607) prétendit que Marguerite emporta la tête de son amant après l'exécution, la fit embaumer et la conserva dans un cabinet derrière son lit à l'Hôtel de Nesle. On raconte aussi que Marguerite fit ensevelir le corps de son amant dans l'actuelle rue Yvonne-Le-Tac.

## Littérature
- Alexandre Dumas s'est inspiré de la vie de ce personnage qui devient Lerac de La Mole dans le roman La Reine Margot.
- Stendhal également dans son roman Le Rouge et le Noir. Julien Sorel, le héros, travaille pour le marquis de La Mole, descendant de Joseph Boniface de La Môle (dont l'histoire de la mort est racontée dans le livre II, chapitre X). Par ailleurs, à la fin du roman, après l'exécution de son amant Julien Sorel, Mathilde de La Mole, censée reproduire le geste de la maîtresse de son ancêtre, emporte la tête coupée de Julien avec elle.